# Рогачовський замок
Рогачов
Рагачовський замок - колишній замок у Рогачові. 

## Історія
Існував у XVI - 2-й половині XVIII ст. Побудований до 1563 року з дерева на місці давнього поселення XI століття, на високому мисі в дні річок Дніпро і Друть. Мав стратегічне значення в XVII ст. входив до системи прикордонної оборони на Дніпрі. У 1654 р. був спалений . У 1750-60-х роках замок був оточений земляним валом з ровом. На початку 1770-х років замок занепав. Остаточно знищений у 1780 р.

## Архітектура
Він продовжив загальну лінію палацово-замкової архітектури Великого князівства Литовського XIV-XVI століть, яка характеризувалася відокремленням будівлі палацу від оборонної системи. 
Замок був оточений земляним валом з ровом. Вал існує з XI століття, але в 1750-60-х роках був підсипаний. Оборонні стіни мали вигляд острога. 

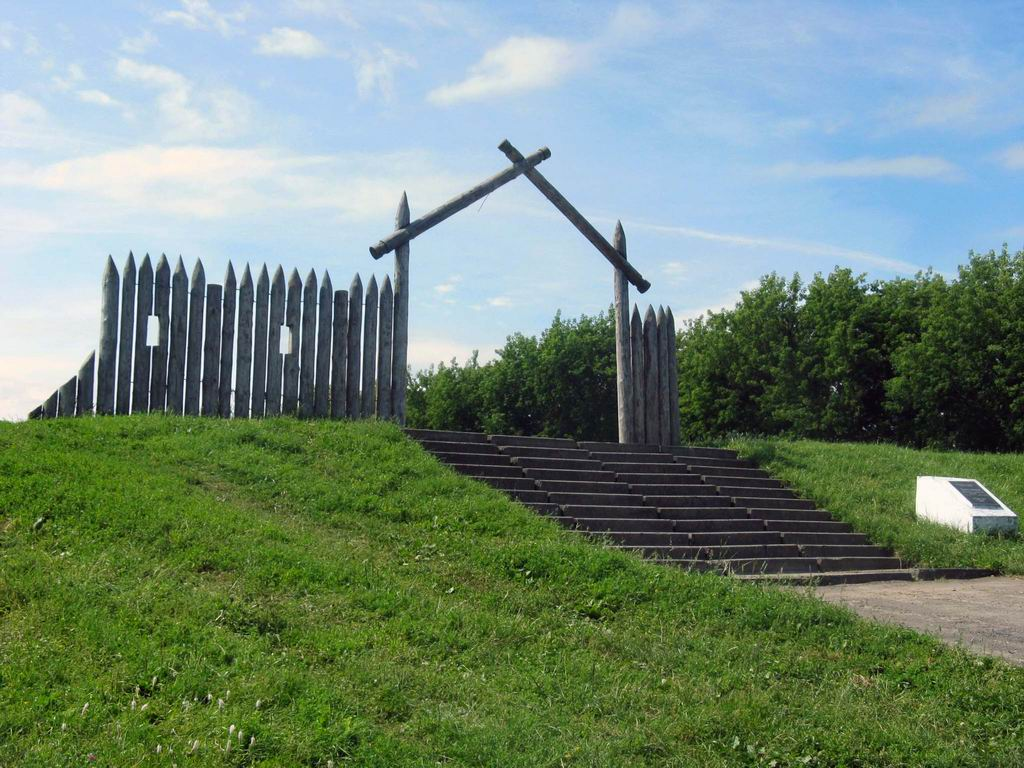
Територія замку в наш час

У центрі подвір’я стояв палац - одноповерхова прямокутна будівля з мезоніном, покрита ґонтовим дахом. Складався з передпокою, їдальні, п’яти житлових будинків, алькера, комори, кухні та інших. Мезонін мав залу. Головний вхід прикрашений ганком на стовпах, на протилежному фасаді - галереєю. 
Поблизу палацу знаходився флігель (вісім віталень, гардероб, кухня), церква, будинок економа та господарські будівлі. Перед двоповерховою брамою - вежою через рів був міст. У брамі на першому ярусі по обидва боки проходу було дві комори, на другому - зал, оточений галереєю та покритий ґонтовим дахом.